# Washu Rangjong
Washu Rangjong (aussi appelé Rangjhung, né en 1983) est un journaliste, écrivain, chanteur et présentateur de télévision tibétain.

## Courte Biographie
Il est né en 1983 au Tibet. Rangjhung est né dans une famille de nomades  à Palshul Rogsa dans le comté de Serthar, Kardzé, il a été scolarisé à Nyitoe.
Il est diplômé du Dartsedo Normal College (Kangding Normal University) à Dartsedo (Kangding). Il revint enseigné le tibétain pendant un an à Nyitoe après avoir été diplômé du Dartsedo Teacher Training College. Pendant plus de quatre ans, Washu Rangjong  a été journaliste et présentateur des informations en tibétain la « Serthar television » (Kardzé). Il a publié plusieurs articles et 3 livres sur la région himalayenne, sur l’histoire, la culture, la littérature et les arts du Tibet,. Il est aussi chanteur et a composé et édité un album de chansons tibétaines intitulé "Tsenpoe Boe."

## Emprisonnement
Washu Rangjong a été arrêté par la police militaire chinoise le 11 septembre 2008 à son domicile à Amdo Golok, dans le district de Serthar (dans le Kham, est du Tibet).
Selon un moine interviewé par Reporters sans frontières, sa famille n'est pas informée des raisons de son arrestation. 
En novembre, il était toujours emprisonné et son procès n'avait pas eu lieu.
Washu Rangjong est le père de deux enfants.